# Orvilleus crassus
Orvilleus crassus är en spindelart som beskrevs av Arthur M. Chickering 1946. Orvilleus crassus ingår i släktet Orvilleus och familjen hoppspindlar. Inga underarter finns listade i Catalogue of Life.